# Yvon Morandat

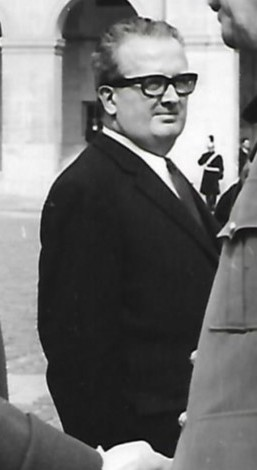
Yvon Morandat

Yvon Morandat (Aliasname: Adolphe Mareuil, Léo, Arnolphe; * 25. Dezember 1913 in Buellas, Département Ain; † 8. November 1972 in Marseille) war ein französischer Résistancekämpfer und Politiker, der für den Französischen Bund christlicher Arbeiter CFTC (Confédération française des travailleurs chrétiens) während der deutschen Besetzung Frankreichs im Zweiten Weltkrieg ein führendes Mitglied der Résistancegruppe Libération Sud war und für seine Verdienste zum Compagnon de la Libération ernannt wurde. Im Kabinett Pompidou IV fungierte er 1968 kurzzeitig als Staatssekretär im Sozialministerium für Beschäftigungsprobleme.

## Leben

### Herkunft, Zweiter Weltkrieg undRésistance

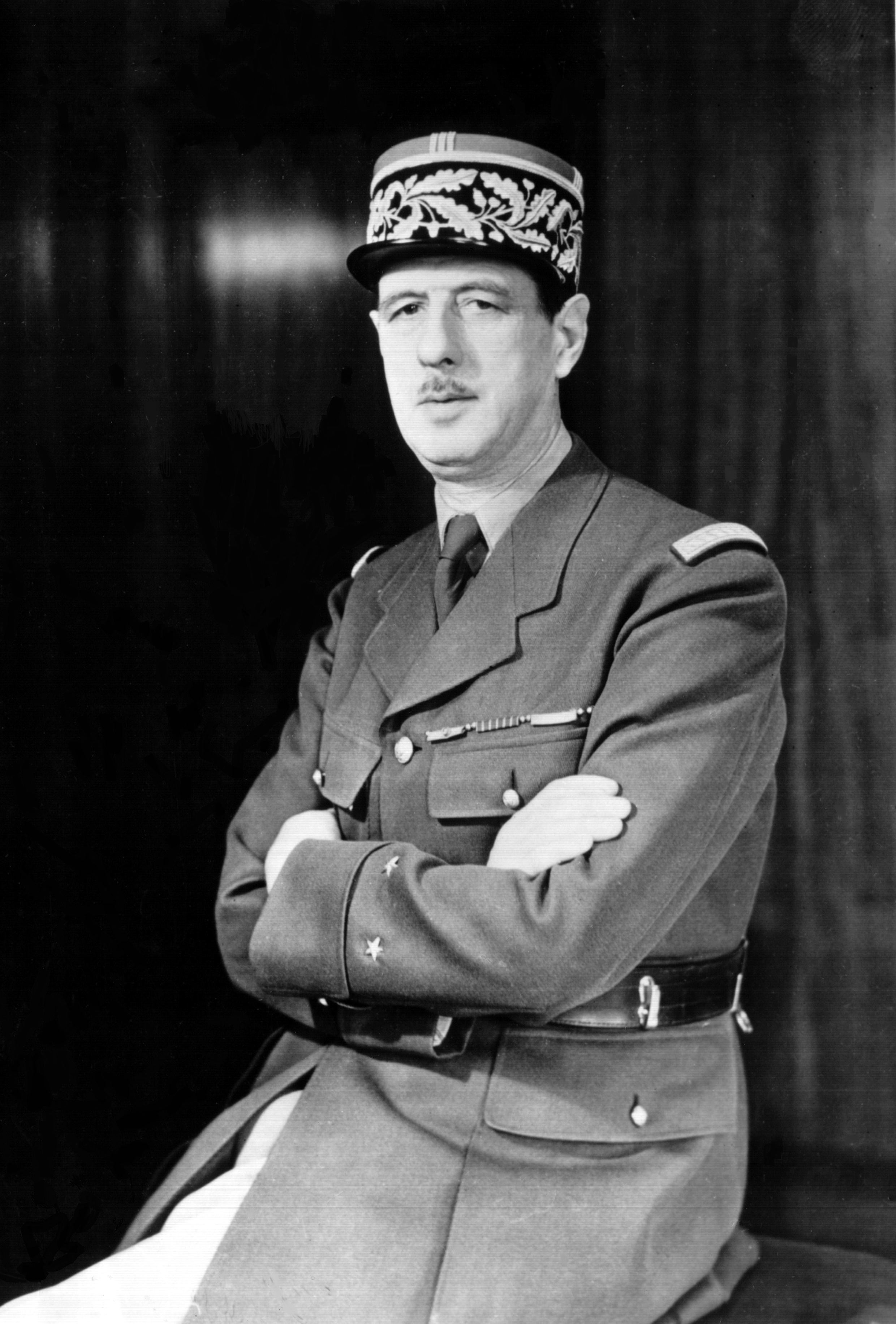
Morandat trat als einer der ersten Freiwilligen in die von General Charles de Gaulle gegründeten Freien Französischen Streitkräfte FFL (Forces françaises libres) ein.

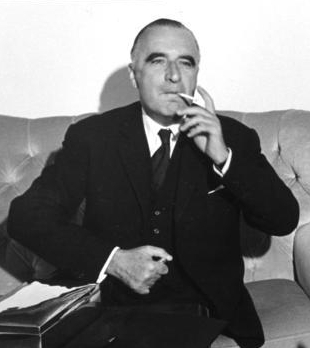
Im vierten Kabinett von Premierminister Georges Pompidou bekleidete Morandat 1968 kurzzeitig das Amt als Staatssekretär im Sozialministerium für Beschäftigungsprobleme.

Yvon Morandat, der aus einer Kleinbauernfamilie stammte, war nach dem Schulabschluss nacheinander als Landarbeiter, Angestellter in einem Eisenwarengeschäft in Buellas und Verkäufer in einem Kaufhaus in Chambéry tätig. Dort begann er sein Engagement innerhalb der Gewerkschaftsbewegung und wurde 1937 Generalsekretär der Christlichen Gewerkschaften (Syndicats Chrétiens) im Département Savoie. Nach Beginn des Zweiten Weltkrieges wurde er 1939 zum Kriegsdienst in die Gebirgsjägertruppe (Chasseurs alpins) einberufen und nahm als Freiwilliger im Mai 1940 an Einsätzen in Norwegen teil. Nach seiner Rückkehr aus Narvik nahm er an den letzten Gefechten in der Bretagne teil, bevor er am 18. Juni 1940 mit seiner Einheit nach England evakuiert wurde. Als einer der ersten Freiwilligen, die sich den Freien Französischen Streitkräften FFL (Forces françaises libres) anschlossen, wurde er dem Büro von General Charles de Gaulle zugeteilt, der ihm anbot, in Großbritannien zu bleiben, um für die FFL als Radiosprecher zu arbeiten. Er wollte jedoch weiterhin in der Infanterie kämpfen, woraufhin de Gaulle nach Frankreich sandte, um in seinem Namen Kontakt zu den entstehenden Widerstandsorganisationen aufzunehmen. Nach seiner Zusage und einer Ausbildung in Schottland sprang er in der Nacht vom 6. auf den 7. November 1941 etwa zwanzig Kilometer von Toulouse entfernt mit dem Fallschirm ab. Gleich nach seiner Ankunft nahm er Kontakt zum Allgemeinen Gewerkschaftsbund CGT (Confédération générale du travail) und zum Französischen Bund christlicher Arbeiter CFTC (Confédération française des travailleurs chrétiens) in der Region auf und stellte dann die gleichen Kontakte in Marseille, Clermont-Ferrand, Montluçon und Lyon her. In der Folgezeit bereitete er mit Emmanuel d’Astier de La Vigerie die Ankunft von Jean Moulin vor, den er im Januar 1942 zum ersten Mal in Valence traf. Gemeinsam mit ihm führte er seine Koordinierungsaufgabe fort und baute seine Kontakte zu Gewerkschafts- und Politikkreisen aus. Er beteiligte sich auch an der Gründung der Befreiungsbewegung Libération sowie der Gründung der Arbeiterbewegung (Mouvement Ouvrier Français). Er engagierte sich auch für das von Daniel Mayer gegründete Sozialistische Aktionskomitee CAS (Comité d’action socialiste) und beteiligte sich am Druck der ersten Geheimausgabe der Zeitung Le Populaire.
Als Mitglied des Lenkungsausschusses der Befreiungsbewegung Libération setzte Morandat seine Aktionen fort, erkundete Fallschirmlandeplätze, richtete ein Informations- und Pressebüro BIP (Bureau d’information et de presse) ein und organisierte die vielfältigsten Verbindungen nach London, wohin er im November 1942 zurückgerufen wurde. In dieser Zeit wurde er von der deutschen Besatzungsmacht in Abwesenheit zum Tode verurteilt. Er wurde Mitarbeiter von André Philip, der im Komitee für die Nationale Befreiung CFLN  (Comité français de Libération nationale) das Amt als Innenminister der Exilregierung bekleidete. Im Mai 1943 zur Freien Französischen Luftwaffe FAFL (Forces aériennes françaises libres) eingezogen und diente kurzzeitig als Leutnant im 1. Luftinfanteriebataillon, ehe er zum jüngsten Mitglied der Provisorischen Beratenden Versammlung (Assemblée consultative provisoire) in Algier berufen wurde. Er bat bald darum, nach Frankreich zurückzukehren, wo er am 29. Januar 1944 unter dem Pseudonym „Arnolphe“ im Département Drôme erneut mit dem Fallschirm absprang. Er pflegte in der Folgezeit Kontakte zu Gewerkschaften und Parteien und wurde einer der wichtigsten Assistenten von Alexandre Parodi, dem Generaldelegierten der Provisorischen Regierung der Französischen Republik GPRF (Gouvernement provisoire de la République française) für den Widerstand, und bereitete mit diesem die verschiedenen Verwaltungsmaßnahmen vor, die zum Zeitpunkt der Ausschiffung zu ergreifen waren. Am 25. August 1944 spielte er eine wichtige Rolle bei der Befreiung von Paris, wo er im Auftrag der Provisorischen Regierung allein mit seiner Frau Claire Morandat das Hôtel Matignon, den Amtssitz des Premierministers einnahm. Nach La Libération, der Befreiung Frankreichs, gründete er 1944 die Presseagentur Agence Européenne de Presse und war bis 1947 deren Direktor.
Für seine Verdienste in der Résistance wurde Yvon Morandat am 14. Juli 1945 der Ordre de la Libération und somit zum Compagnon de la Libération ernannt.

### Nachkriegszeit
Yvon Morandat beteiligte sich 1947 an der Gründung der gaullistischen Sammlungsbewegung des französischen Volkes RPF (Rassemblement du peuple français) und wechselte er als Assistent der Geschäftsführung zum staatlichen Bergbaukonzern Charbonnages de France (CdF), wo er kurz darauf die Leitung der Presseabteilung übernahm. Er engagierte sich zwischen 1959 und 1962 war in der Demokratischen Union der Arbeit UDT (Union Démocratique du Travail) und wurde 1959 Vorsitzender des Verwaltungsrats des Zechen der Provence (Houillères de Provence) sowie 1963 Vorsitzender des Verwaltungsrats der Zechen von Nord-Pas-de-Calais (Houillères du Nord-Pas-de-Calais). 1965 war er Gründer der Arbeiterfront (Front travailliste), eine bis 1971 bestehende linke politische Bewegung, die Teil des Gaullismus war.
Als Nachfolger von Jacques Chirac übernahm er am 31. Mai 1968 im Kabinett Pompidou IV das Amt als Staatssekretär im Sozialministerium für Beschäftigungsprobleme (Secrétaire d’État aux Affaires Sociales, chargé des Problèmes de l’emploi) und bekleidete dieses Amt bis zum 10. Juli 1968. Nach seinem Ausscheiden aus der Regierung wurde er 1969 Präsident des Verwaltungsrates von Charbonnages de France. Er war zudem Mitglied des Wirtschafts- und Sozialrates CES (Conseil Economique et Social), des Rechnungshofes (Cour des Comptes) und des Rates des Ordre de la Libération. Daneben engagierte er sich als Präsident der Jugendsozialorganisationen Villages d’Enfants S.O.S. und Maison Internationale des Jeunes. Nach seinem Tod in Marseille wurde er in Ventabren im Département Bouches-du-Rhône beigesetzt.
Neben Verleihung des Ordre de la Libération wurde er auch Großoffizier der Ehrenlegion und des Ordre national du Mérite, Träger des Croix de guerre 1939–1945 und der Médaille de la Résistance. Zudem wurde er Officer des Order of the British Empire (OBE), Offizier des belgischen Leopoldsorden sowie Träger des Kriegskreuzes von Belgien.

## Hintergrundliteratur
- Principales options qui commandent la préparation du VIème plan. Rapport présenté au nom du Conseil économique et social, Paris 1970
- Souvenirs inédits d’Yvon Morandat, Institut d’histoire du temps présent, Paris 1994